# 1260 Walhalla
1260 Walhalla eller 1933 BW är en asteroid i huvudbältet, som upptäcktes 29 januari 1933 av den tyske astronomen Karl Wilhelm Reinmuth i Heidelberg. Den har fått sitt namn efter Walhalla monumentet utanför Regensburg i den tyska delstaten Bayern.
Asteroiden har en diameter på ungefär 13 kilometer.